# Coppa delle nazioni africane femminile 2026
La Coppa delle nazioni africane femminile 2026 sarà la sedicesima edizione della massima competizione calcistica per nazionali femminili organizzata dalla Confédération Africaine de Football (CAF). Per la terza edizione consecutiva si disputerà in Marocco nel marzo 2026. Il torneo serve anche da qualificazione al campionato mondiale 2027. Le prime quattro classificate si  qualificano per la fase finale in Brasile, mentre altre due squadre avranno accesso al play-off intercontinentale. Come nelle precedenti due edizioni il torneo vedrà la partecipazione di 12 squadre.
La squadra campione in carica è la Nigeria.

## Formato
Il torneo è composto di una fase a gironi e una successiva fase a eliminazione diretta. Le 12 squadre qualificate alla fase finale saranno sorteggiate in tre gironi composti da quattro squadre ciascuno. In ciascun girone le squadre si affrontano una volta, per un totale di 3 giornate. Passano alla fase a eliminazione diretta le prime due classificate di ciascun girone più le due migliori terze. Dai quarti di finale in poi le gare si disputano in partita secca a eliminazione diretta. Le squadre ammesse alle semifinali si qualificano alla fase finale del campionato mondiale 2027.
Le squadre perdenti dei quarti di finale giocano un turno di spareggio, dove la perdente del quarto di finale 1 sfida la perdente del quarto di finale 2 e la perdente del quarto di finale 3 sfida la perdente del quarto di finale 4. Le vincitrici delle due gare di spareggio accedono ai play-off intercontinentali.

## Squadre partecipanti
| Pr. | Squadra | Data di qualificazione certa | Partecipante in quanto                                         | Ultima presenza |
| --- | ------- | ---------------------------- | -------------------------------------------------------------- | --------------- |
| 1   | Marocco | 17 ottobre 2024              | Rappresentativa della nazione organizzatrice della fase finale | 2024            |
| 2   |         |                              | Vincitrice della fase di qualificazione                        |                 |
| 3   |         |                              | Vincitrice della fase di qualificazione                        |                 |
| 4   |         |                              | Vincitrice della fase di qualificazione                        |                 |
| 5   |         |                              | Vincitrice della fase di qualificazione                        |                 |
| 6   |         |                              | Vincitrice della fase di qualificazione                        |                 |
| 7   |         |                              | Vincitrice della fase di qualificazione                        |                 |
| 8   |         |                              | Vincitrice della fase di qualificazione                        |                 |
| 9   |         |                              | Vincitrice della fase di qualificazione                        |                 |
| 10  |         |                              | Vincitrice della fase di qualificazione                        |                 |
| 11  |         |                              | Vincitrice della fase di qualificazione                        |                 |
| 12  |         |                              | Vincitrice della fase di qualificazione                        |                 |

## Fase a gruppi

### Gruppo A

#### Classifica
| Pos. | Squadra | Pt | G | V | N | P | GF | GS | DR |
| ---- | ------- | -- | - | - | - | - | -- | -- | -- |
| 1.   | Marocco | 0  | 0 | 0 | 0 | 0 | 0  | 0  | 0  |
| 2.   |         | 0  | 0 | 0 | 0 | 0 | 0  | 0  | 0  |
| 3.   |         | 0  | 0 | 0 | 0 | 0 | 0  | 0  | 0  |
| 4.   |         | 0  | 0 | 0 | 0 | 0 | 0  | 0  | 0  |

#### Risultati
| marzo 2026 | non conosciuta | – | non conosciuta |  |

| marzo 2026 | non conosciuta | – | non conosciuta |  |

| marzo 2026 | non conosciuta | – | non conosciuta |  |

| marzo 2026 | non conosciuta | – | non conosciuta |  |

| marzo 2026 | non conosciuta | – | non conosciuta |  |

| marzo 2026 | non conosciuta | – | non conosciuta |  |

### Gruppo B

#### Classifica
| Pos. | Squadra | Pt | G | V | N | P | GF | GS | DR |
| ---- | ------- | -- | - | - | - | - | -- | -- | -- |
| 1.   |         | 0  | 0 | 0 | 0 | 0 | 0  | 0  | 0  |
| 2.   |         | 0  | 0 | 0 | 0 | 0 | 0  | 0  | 0  |
| 3.   |         | 0  | 0 | 0 | 0 | 0 | 0  | 0  | 0  |
| 4.   |         | 0  | 0 | 0 | 0 | 0 | 0  | 0  | 0  |

#### Risultati
| marzo 2026 | non conosciuta | – | non conosciuta |  |

| marzo 2026 | non conosciuta | – | non conosciuta |  |

| marzo 2026 | non conosciuta | – | non conosciuta |  |

| marzo 2026 | non conosciuta | – | non conosciuta |  |

| marzo 2026 | non conosciuta | – | non conosciuta |  |

| marzo 2026 | non conosciuta | – | non conosciuta |  |

### Gruppo C

#### Classifica
| Pos. | Squadra | Pt | G | V | N | P | GF | GS | DR |
| ---- | ------- | -- | - | - | - | - | -- | -- | -- |
| 1.   |         | 0  | 0 | 0 | 0 | 0 | 0  | 0  | 0  |
| 2.   |         | 0  | 0 | 0 | 0 | 0 | 0  | 0  | 0  |
| 3.   |         | 0  | 0 | 0 | 0 | 0 | 0  | 0  | 0  |
| 4.   |         | 0  | 0 | 0 | 0 | 0 | 0  | 0  | 0  |

#### Risultati
| marzo 2026 | non conosciuta | – | non conosciuta |  |

| marzo 2026 | non conosciuta | – | non conosciuta |  |

| marzo 2026 | non conosciuta | – | non conosciuta |  |

| marzo 2026 | non conosciuta | – | non conosciuta |  |

| marzo 2026 | non conosciuta | – | non conosciuta |  |

| marzo 2026 | non conosciuta | – | non conosciuta |  |

### Raffronto tra le terze classificate
Le prime due squadre si qualificano ai quarti di finale.

#### Classifica
| Pos. | Squadra | Pt | G | V | N | P | GF | GS | DR |
| ---- | ------- | -- | - | - | - | - | -- | -- | -- |
| 1.   |         | 0  | 0 | 0 | 0 | 0 | 0  | 0  | 0  |
| 2.   |         | 0  | 0 | 0 | 0 | 0 | 0  | 0  | 0  |
| 3.   |         | 0  | 0 | 0 | 0 | 0 | 0  | 0  | 0  |

## Fase a eliminazione diretta

### Tabellone
|  | Quarti di finale | Quarti di finale | Quarti di finale |  |  | Semifinali | Semifinali | Semifinali |  |  | Finale | Finale | Finale |  |
|  |                  |                  |                  |  |  |            |            |            |  |  |        |        |        |  |
|  |                  |                  |                  |  |  |            |            |            |  |  |        |        |        |  |
|  |                  |                  |                  |  |  |            |            |            |  |  |        |        |        |  |
|  |                  |                  |                  |  |  |            |            |            |  |  |        |        |        |  |
|  |                  |                  |                  |  |  |            |            |            |  |  |        |        |        |  |
|  |                  |                  |                  |  |  |            |            |            |  |  |        |        |        |  |
|  |                  |                  |                  |  |  |            |            |            |  |  |        |        |        |  |
|  |                  |                  |                  |  |  |            |            |            |  |  |        |        |        |  |
|  |                  |                  |                  |  |  |            |            |            |  |  |        |        |        |  |
|  |                  |                  |                  |  |  |            |            |            |  |  |        |        |        |  |
|  |                  |                  |                  |  |  |            |            |            |  |  |        |        |        |  |
|  |                  |                  |                  |  |  |            |            |            |  |  |        |        |        |  |
|  |                  |                  |                  |  |  |            |            |            |  |  |        |        |        |  |
|  |                  |                  |                  |  |  |            |            |            |  |  |        |        |        |  |
|  |                  |                  |                  |  |  |            |            |            |  |  |        |        |        |  |
|  |                  |                  |                  |  |  |            |            |            |  |  |        |        |        |  |
|  |                  |                  |                  |  |  |            |            |            |  |  |        |        |        |  |
|  |                  |                  |                  |  |  |            |            |            |  |  |        |        |        |  |
|  |                  |                  |                  |  |  |            |            |            |  |  |        |        |        |  |
|  |                  |                  |                  |  |  |            |            |            |  |  |        |        |        |  |
|  |                  |                  |                  |  |  |            |            |            |  |  |        |        |        |  |
|  |                  |                  |                  |  |  |            |            |            |  |  |        |        |        |  |

### Quarti di finale
Le vincitrici dei quarti di finale si qualificano al campionato mondiale femminile di calcio 2027 mentre le perdenti giocano un turno di spareggio, dove la perdente del quarto di finale 1 sfida la perdente del quarto di finale 2 e la perdente del quarto di finale 3 sfida la perdente del quarto di finale 4. Le vincitrici degli spareggi accedono ai play-off intercontinentali.
| marzo 2026 | non conosciuta | – | non conosciuta |  |

| marzo 2026 | non conosciuta | – | non conosciuta |  |

| marzo 2026 | non conosciuta | – | non conosciuta |  |

| marzo 2026 | non conosciuta | – | non conosciuta |  |

### Ripescaggio
| marzo 2026 | non conosciuta | – | non conosciuta |  |

| marzo 2026 | non conosciuta | – | non conosciuta |  |

### Semifinali
| marzo 2026 | non conosciuta | – | non conosciuta |  |

| marzo 2026 | non conosciuta | – | non conosciuta |  |

### Finale terzo posto
| marzo 2026 | non conosciuta | – | non conosciuta |  |

### Finale
| marzo 2026 | non conosciuta | – | non conosciuta |  |